# Mara Loytved-Hardegg

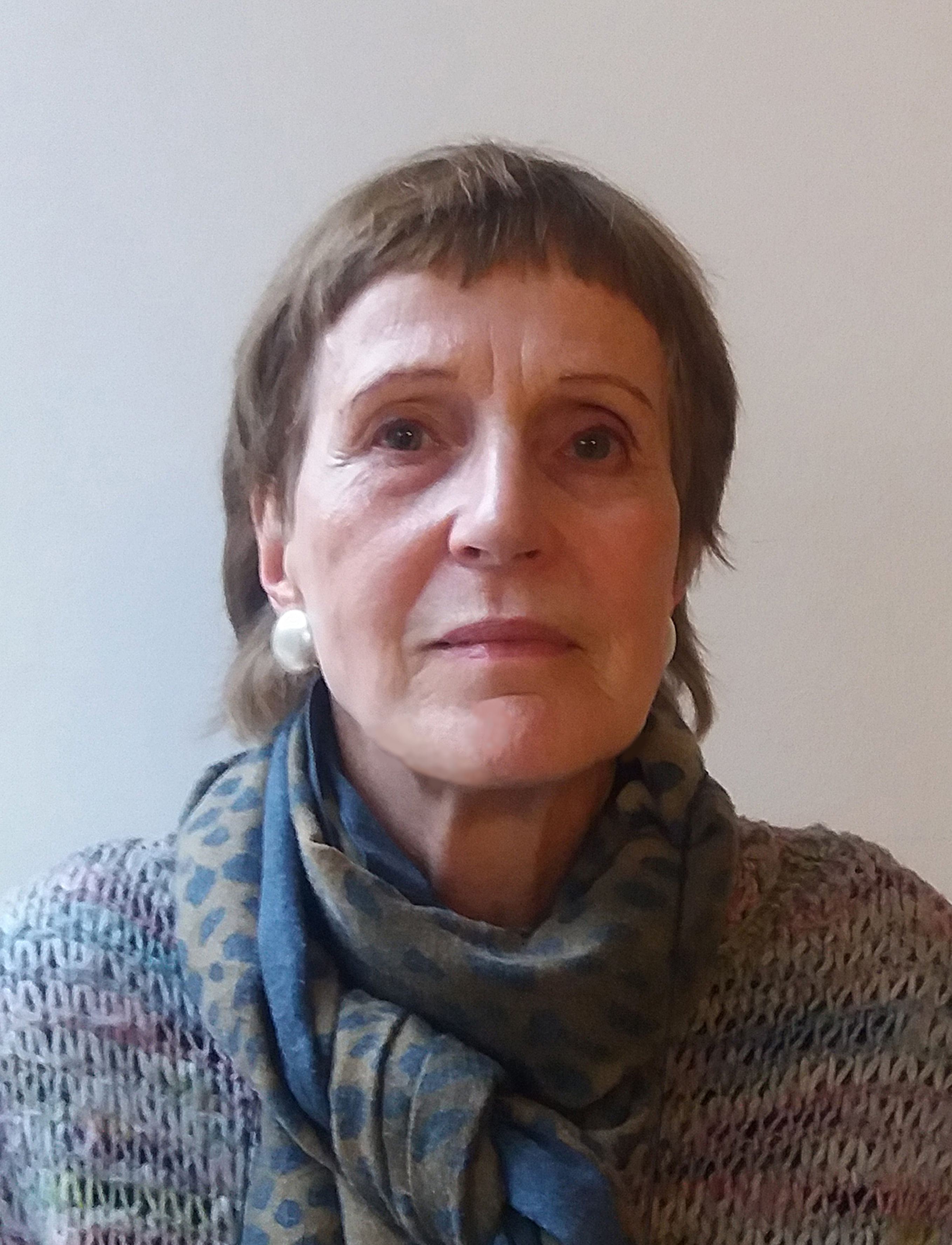
Mara Loytved-Hardegg, 2018

Mara Loytved-Hardegg (* 1942 in Nürnberg) ist eine deutsche Malerin. Sie lebt und arbeitet als freischaffende Künstlerin in Berlin.

## Leben
Mara Loytved-Hardegg wurde in Nürnberg, kurz nach den ersten Bombardierungen der Stadt während des Zweiten Weltkriegs geboren. Noch kein Jahr alt, verließ sie mit Mutter und älterem Bruder die Stadt und kam im Schloss Ulrichshusen im heutigen Mecklenburg-Vorpommern unter.
Nach der Flucht vor den Russen verbrachte sie den Nachkriegswinter 1945/46 mit den Verwandten in Berlin. 1948 wurde sie in Nürnberg an der Rudolf-Steiner-Schule eingeschult, deren Geschäftsführer von 1948 bis 1956 ihr Vater Rudolf Löytved-Hardegg war, und wo sie 1962 das Abitur machte. Im selben Jahr begann sie ein Studium der Freien Grafik bei Fritz Griebel an der Akademie der Bildenden Künste Nürnberg. Es folgte ein Studium an der Hochschule für Bildende Künste Berlin, zunächst in der Grundklasse bei Hans Jaenisch und Dietmar Lemcke, dann in der Klasse für Malerei bei Hermann Bachmann. Hier entstand die Bilderserie 'beschädigte Autos', die zu ihrem Frühwerk gehört. 1966 ging Mara Loytved-Hardegg für fast zwei Jahre nach Paris, studierte an den Beaux Arts Malerei bei Roger Chastel und an der École Supérieure des Arts Décoratifs Bühnenbild bei Félix Labisse und Wandmalerei bei Despierre. 1968 ging sie nach Deutschland zurück und machte 1969 an der Münchner Akademie der Bildenden Künste das künstlerische Staatsexamen für Kunstpädagogik. Ab 1972 lehrte sie u. a. an der Fachoberschule für Gestaltung und an der Fachhochschule für Kommunikationsdesign in Nürnberg. Sie arbeitete an mehreren Filmen von Rosemarie Blank mit (Montage, künstlerische Beratung).
Seit 1983 arbeitet sie auch regelmäßig in ihrem Atelier in Italien. Seit 2008 lebt und arbeitet sie in Berlin.
Mara Loytved-Hardegg ist Mitglied des Berufsverbandes Bildender Künstler*innen (bbk Berlin), des Vereins der Berliner Künstlerinnen (VdBK 1867 e.V.) und bei FidEW (Frauen in der Einen Welt).

## Werk
Mara Loytved-Hardegg war in ihrer Jugend zunächst stark von Arbeiten der deutschen Expressionisten und von Picasso beeindruckt. Ihre Autobilder aus den Berliner Studienjahren zeigen Elemente der Collage. Nach der Beschäftigung mit dem Kubismus während ihres Parisaufenthalts und einer ersten Begegnung mit Arbeiten von Piet Mondrian entstanden in den späten 1960er Jahren in München erste ungegenständliche, konstruktive bzw. konkrete Bilder und Objekte. Von da an beschäftigte sie sich insbesondere mit Farbe als 'Phänomen' in all ihren Erscheinungsformen. Es entstanden Arbeiten aus Farbschatten und deren Mischungen, meistens ausgehend von den Grundfarben. (Siehe Farbsäulen in der Ausstellung ‚Frauen und rationale Kunst’, Galerie Circulus, Bonn, 1975/76.) Auch in den gestischen Arbeiten der späten 1970er Jahre dominieren Mischungen aus den drei reinen Grundfarben. Das Thema Schatten taucht auch später in ihren Arbeiten wieder auf, hier aber thematisch als 'lebensgeschichtliche' Schatten. In den 1980er Jahren entstanden die großen Schattenstücke. Es waren subjektive und kollektive Erinnerungsstücke. Den Schritt zu Porträts von zerstörten Helden machte sie ebenfalls in dieser Zeit. Seither beschäftigt sie sich in ihren Arbeiten immer wieder mit Geschichte und Erinnerung. Oft geht sie direkt den Spuren der Geschichte an verlassenen Orten oder in zerfallenden Gebäuden nach, sammelt und hinterlässt selbst Spuren. Die Suche nach Spuren der Geschichte wurde auch Auslöser für etliche Gemälde. Dies gilt besonders für die Bunkerbilder, die sie nach kleinen Schwarz-weiß-Fotos aus dem Zweiten Weltkrieg malte. „So ergibt sich wohl erst das Ruhende, eben nicht nur Bedrohliche, sondern auch Geheimnisvolle der Bunker-Bilder – Natur, Licht, Atmosphäre fressen an der Härte des Betons, am bedrohlichen Inneren. Das ist reine Malerei... Diese Bunker liegen so bedrohlich da, wie sie zugleich im feinen Gespinst der Farbe zerfallen.“

## Auszeichnungen/Stipendien
- 1966: Stipendium des Deutsch-französischen Jugendwerkes für drei Monate in Südfrankreich, Séguret
- Stipendium des DAAD (Deutscher Akademischer Austauschdienst) für ein Jahr in Paris
- 1968: Preis für Malerei des Centre Culturel International de la Cité Universitaire, Paris
- 1977/78: Arbeitsstipendium des Kulturkreises im BDI (Bund Deutscher Industrieller)
- 2001: Zuschlag für Wandgestaltung in der Jakobskirche Nürnberg

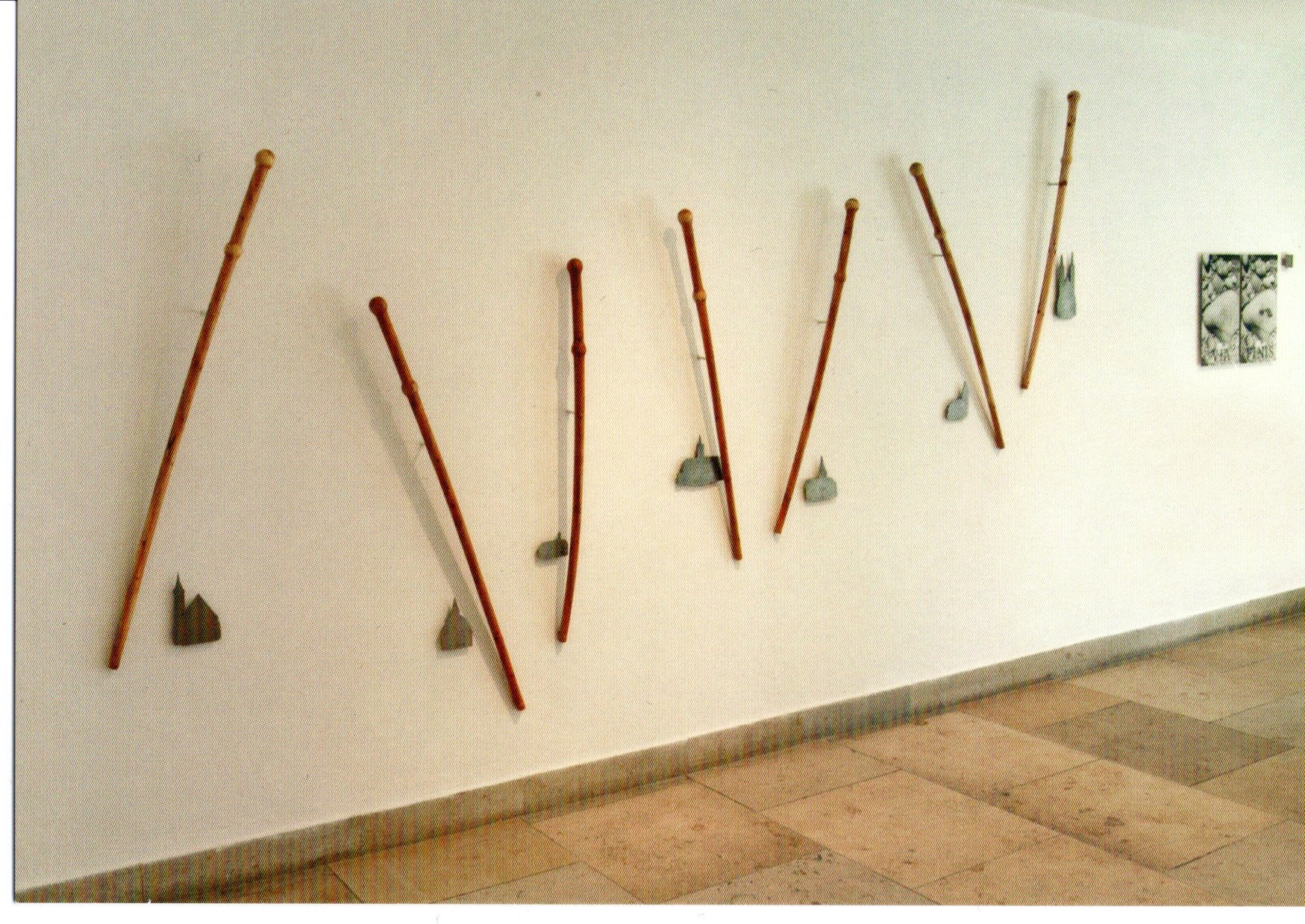
'Camino', Wandinstallation von Mara Loytved-Hardegg, Jakobskirche Nürnberg, Entstehungsjahr 2001

- 2020: Nominiert für den Marianne-Werefkin-Preis, Berlin

## Arbeiten in öffentlichen und privaten Sammlungen
Städtische Museen Nürnberg: Grafische Sammlung und städtische Sammlung in der Kunstvilla, Artothek Nürnberg; Franklin Furnace, Artist’s Book Archives, New York; Frauenmuseum Bonn u. a.

## Ausstellungen

### Einzelausstellungen (Auswahl ab 1991)
- 2017/18: „Geschichtete Orte“, Galerie Futura, Berlin
- 2012: „licht und dicht“, Galerie in Zabo, Nürnberg, mit Gerd A. Zwing
- 2011: „ach Kinder“, Galerie Futura, Berlin
- 2008: „as a child“, KREIS Galerie, Nürnberg
- 2008: „pittura“, Spazio di Chiesa, San Casciano dei Bagni, Italien
- 2007: „Ich höre mit ganz anderen Augen“, Galerie in Zabo, Nürnberg
- 2007: „Von nun an sollen nicht aufhören Tag und Nacht“, Heilandskirche Berlin
- 2007: „Transient“, Galeriehaus Nürnberg, mit Mireia Clotet Serra
- 2005: „1 + 1 = ?“, eckstein Nürnberg
- 2004: „Sehen und Gesehenwerden“, MoMu (Museum Frauen Kultur) Fürth, mit Elisabeth Bala
- 2004: „Zeichnungen“, Galerie in Zabo, Nürnberg, mit Bernadette Delrieu
- 2000: „Farbstücke“, Palais Sutterheim, Erlangen
- 1998: „pieces of heaven and hell“, Dom Norymberski, Krakau
- 1992: „Vom Kreis aus freier Hand“, Stadtmuseum Fembohaus, Nürnberg
- 1991: „Schattenstücke“, Kunsthaus Nürnberg

### Gruppenausstellungen (Auswahl ab 2009)
- 2021: „GRUNDRISS“. Künstlerinnen der Gruppe „zart und zackig“, KÜNSTLERFORUM BONN
- 2020: „POP UP SHOW“, Künstlerinnen des VdBK im Haus Kunst Mitte, Berlin
- „Beethoven“, Frauenmuseum Bonn
- „Marianne-Werefkin-Preis, die zehn nominierten Künstlerinnen“, Haus am Kleistpark, Berlin
- 2019: „Die Kunst stirbt zuletzt“, Haus an der Redoute, Bonn-Bad Godesberg
- 2018: „Urbane Zukunft“, Kunstvilla Nürnberg
- 2017/18: „Wie weiblich ist die Stadt“, Museum Frauen Kultur, Fürth-Burgfarrnbach
- 2016: „Neue Gäste im Hoffnungshotel“, Perleberg (Bilder)
- „Gold?“, Zimmergalerie Temporär, Berlin (Guckkästen)
- 2015 ´Frauen in Krieg und Frieden`, Frauenmuseum Bonn (´Alle meine Helden`)
- „Kriegssocken und piecemakerinnen“, Museum Frauen Kultur, Fürth (Bunker-Bilder)
- „Gold“, Haus an der Redoute, Bonn-Bad Godesberg (Objekte)
- 2013: „Bin ich blind, bin ich taub“, Kultur- und Wegekirche Landow/Rügen (Installation und Fotos)
- „Fünfzig Zentimeter“ Schillerpalais, Berlin
- „Gewonnene Jahre“, Museum Frauen Kultur, Fürth (gestickte Schrift auf Stoffobjekten)
- 2012: „sehen & gesehen werden“. Museum Frauen Kultur, Fürth
- 2011/12: „Identity, Autobiography and Self Narratives“, MX Expai, Barcelona, Belfast, Dublin
- 2010: „The Human Cost of War“, Towe Museum, Derry, Nordirland
- „Of Disreadings“, MX Espai 1010, Barcelona
- 2009: „The Human Cost of War“, St. Ethelburga’s, London, Round Table Discussion, Whitechapel Gallery, London

## Publikationen
- „50 jahre malerei, mara loytved-Hardegg 1965–2015“, hrsg. Dieter Hoffmann-Axthelm und Gerd Alois Zwing, Damm und Lindlar Verlag, Berlin 2017, ISBN 978-3-9818357-2-4.
- „Ästhetik&Kommunikation“, Abbildungen von Werken v. Mara Loytved-Hardegg in diesen Heften: Heft Nr. 169/170, 2015/2016, Heft Nr. 156, 2012, Heft Nr. 140/141, 2008; Heft Nr. 109, 2000, Heft Nr. 73/74, 1990, Heft Nr. 56, 1984.
- „Katalog 2017 zur Ausstellung ‚ausgekocht’“, Museum Frauen Kultur, Fürth-Burgfarrnbach, Abbildungen von Arbeiten, S. 22, 23, 62, ISBN 978-3-935225-11-3.
- „Roberta Bacic: Bunkerbilder von Mara Loytved-Hardegg“, in: Katalog zur Ausstellung Kriegssocken und piecemakerinnen, Museum Frauen Kultur, Fürth-Burgfarrnbach, 2015, ISBN 978-3-935225-10-6.
- „Text über Videofilm von Mara Loytved-Hardegg Mein Vater – der Held“, in der Broschüre der Medienwerkstatt Berlin zum Screening 2015 im Kino Central, Berlin, S. 17.
- „Katalog Gewonnene Jahre 2014“, Text und Abbildungen S. 44 und 45, ISBN 978-3-935225-09-0.
- „Guckkästen – Mara Loytved-Hardegg“, in: Katalog zur Ausstellung 'sehen & gesehen werden', Museum Frauen Kultur, Fürth-Burgfarrnbach, 2012, S. 24f, ISBN 978-3-935225-07-6.
- „As a Child – Mara Loytved-Hardegg“, in: 'go 40', Frauenkulturmagazin 1/2011, S. 96–103.
- „Silvie Preußer: Da spürt man schon....Mara Loytved-Hardegg“, in: Bildende Künstlerinnen-Lebensformen-Arbeitsweisen, Zeitschrift für interkulturelle Frauenalltagsforschung, Heft 2/1999, S. 62–65, FidEW im IKO-Verlag, ISSN 0937-5848, Heftredaktion Mara Loytved-Hardegg und Elisabeth Bala.
- „50 Jahre Frieden?“, Abbildung und Text im Katalog zur Ausstellung Nürnberger Künstler an St. Lorenz, 1995.
- „Schattenstücke / Shadowpieces, Mara Loytved-Hardegg“, Katalog zur Ausstellung im Kunsthaus Nürnberg, 1991.
- „Räume, Mara Loytved-Hardegg“, Katalog 1984/1987.
- „Lavori dal 1986–1988, Mara Loytved-Hardegg“, Katalog zur Ausstellung in der Galerie Steffanoni, Mailand, 1988.
- „Das Märchen vom Glück oder die Geschichte vom flüchtigen Rosa“, Text und Entwurf Mara Loytved-Hardegg 1969/72, erschienen 1995 unter Schriften des kunstpädagogischen Zentrums im Germanischen Nationalmuseum Nürnberg, ISBN 3-924991-25-4.